# Karel Pešek
Karel „Káďa” Pešek (ur. 20 września 1895 w Ołomuńcu, Austro-Węgry, zm. 30 września 1970 w Pradze, Czechosłowacja) – czechosłowacki piłkarz i hokeista, grający na pozycji pomocnika, reprezentant Czechosłowacji w piłce nożnej oraz w hokeju na lodzie. Przez IFFHS został umieszczony na 81. miejscu na liście największych europejskich piłkarzy XX wieku i 3. miejscu na liście największych czechosłowackich piłkarzy XX wieku, za Josefem Bicanem i Josefem Masopustem.

## Kariera piłkarska

### Kariera klubowa
Wychowanek klubu SK Meteor Vinohrady. W 1913 rozpoczął karierę piłkarską w ČAFC Královské Vinohrady. Wkrótce przeniósł się do Sparty Praga, barwy której bronił przez 20 lat, grając również w drużynie hokejowej klubu. W swojej karierze klubowej zdobył 149 bramek. Sezon 1933/34 zagrał w SK Židenice, po czym zakończył karierę piłkarza.

### Kariera reprezentacyjna
W 1920 debiutował w reprezentacji Czechosłowacji. W reprezentacji pełnił funkcję kapitana drużyny, z którą dotarł do finału Igrzysk Olimpijskich 1920 oraz 1/8 finału Igrzysk Olimpijskich 1924. W 1931 po raz ostatni bronił barw narodowej reprezentacji.

## Kariera hokejowa
Już w 1914 roku został mistrzem Europy w hokeju na lodzie w drużynie czeskiej (Bohemii). Na Igrzyskach Olimpijskich 1920 (przed istnieniem dedykowanych Zimowych Igrzysk Olimpijskich) Pešek startował także w hokeju na lodzie, zdobywając brązowy medal z drużyną czechosłowacką.

## Sukcesy i odznaczenia

### Sukcesy klubowe
Sparta Praga
- mistrz Czechosłowacji: 1925/1926, 1927, 1931/1932

### Sukcesy reprezentacyjne
Reprezentacja Czechosłowacji w piłce nożnej
- wicemistrz Igrzysk Olimpijskich: 1920 (zdyskwalifikowana, po samowolnym opuszczeniu boiska przy wyniku 0:2)

Reprezentacja Czechosłowacji w hokeju na lodzie
- brązowy medalista Igrzysk Olimpijskich: 1920
- mistrz Europy: 1914, 1922, 1925
- wicemistrz Europy: 1921
- brązowy medalista Mistrzostw Europy: 1923